# Ua Huka (comuna)
Ua Huka é uma comuna da Polinésia Francesa, no arquipélago das Marquesas. Estende-se por uma área de 83,4 km², com  571 habitantes, segundo os censos de 2007, com uma densidade de 7 hab/km².